# Euphorbia balfourii
Euphorbia balfourii là một loài thực vật có hoa trong họ Đại kích. Loài này được Sennen mô tả khoa học đầu tiên năm 1925 publ. 1926.